# 布格-罗伊兰
布格-罗伊兰（德語：Burg-Reuland，德語發音：[ˈbʊʁk ˈʁɔʏ̯ˌlant]）是比利时瓦隆大区列日省韋爾維耶區的一个语言便利市镇，东临德国，南接卢森堡，通行德语，是比利時德語社群的一部分，面积108.96平方千米，人口3,956人（2018年1月1日）。作为一个语言便利市镇，布格-罗伊兰市政部门为法语使用者提供法语服务。